# Братчикова, Анастасия Викторовна
Анастаси́я Ви́кторовна Бра́тчикова (род. 21 февраля 1989, Егорьевск, Московская область) — российская спортсменка, чемпионка и призёр чемпионатов России по вольной борьбе, обладательница Кубка России, двукратная чемпионка Европы, мастер спорта России международного класса. Родилась и живёт в Егорьевске. Серебряный призёр Кубка мира. Обладательница Кубка европейских наций. Член сборной команды страны с 2011 года.

## Спортивные результаты
- Чемпионат России по женской борьбе 2019 года — ;
- Чемпионат России по женской борьбе 2018 года — ;
- Турнир Дана Колова и Николы Петрова 2018 года — ;
- Кубок Алроса 2017 года — ;
- Чемпионат России по женской борьбе 2017 года — ;
- Klippan Lady Open 2017 года — ;
- Голден Гран-при 2016 года — ;
- Чемпионат России по женской борьбе 2016 года — ;
- Европейский олимпийский квалификационный турнир по борьбе 2016 года — ;
- Кубок России по борьбе 2015 года — ;
- Кубок России по борьбе 2014 года — ;
- Чемпионат России по женской борьбе 2014 года — ;
- Международный турнир «Олимпия-2013» — ;
- Гран-при Испании 2013 года — ;
- Чемпионат России по женской борьбе 2013 года — ;
- Чемпионат России по женской борьбе 2012 года — ;
- Poland Open 2011 года — ;
- Чемпионат России по женской борьбе 2011 года — ;
- Турнир на призы Александра Медведя 2011 года — ;
- Чемпионат России по женской борьбе 2010 года — ;
- Первенство мира среди юниоров 2009 года — ;
- Первенство Европы среди юниоров 2009 года — ;
- Гран-при Германии 2009 года — ;
- Первенство мира среди юниоров 2008 года — ;
- Гран-при Германии 2008 года — ;
- Гран-при Германии 2007 года — ;